# Lost and Gone
Lost and Gone – drugi minialbum zespołu Masterplan wydany 26 stycznia 2007.

## Lista utworów
1. "The Master's Voice"
2. "Lost and Gone"
3. "Dying Just to Live"
4. "Keeps Me Burning"